# John Doran (Schriftsteller)

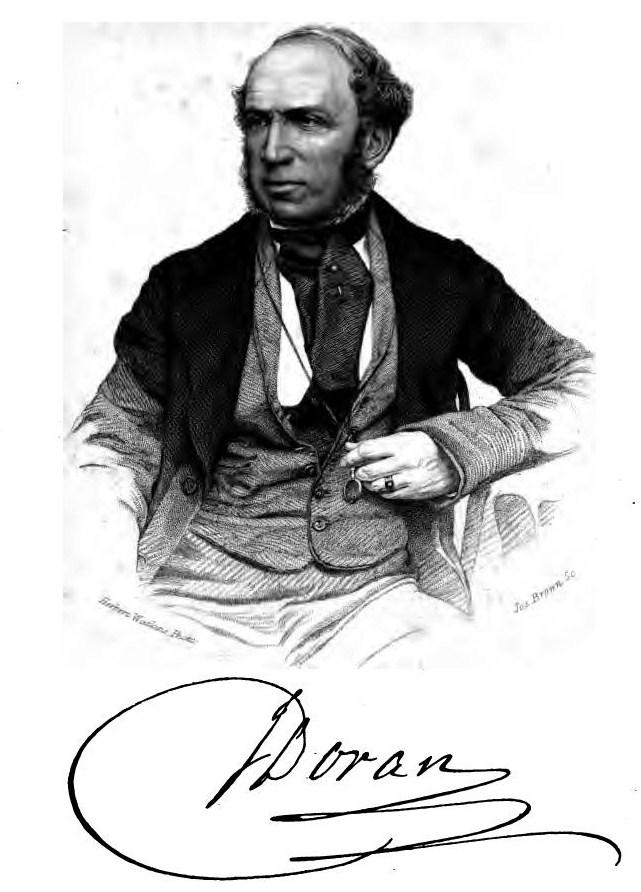
John Doran, Porträt von Joseph Brown nach einer Photographie gestochen

John Doran (* 11. März 1807 in London; † 25. Januar 1878 ebenda) war ein britischer Publizist und Schriftsteller.

## Leben und Werk
Beide Eltern von John Doran waren Iren. Sein Vater, der ebenfalls John Doran hieß, stammte aus Drogheda in der irischen Grafschaft Louth, wanderte nach der Unterdrückung der irischen Rebellion von 1798 nach London aus, etablierte sich als Marinelieferant und wurde beim Besuch der englischen Flotte von den Franzosen gefangen und drei Jahre in Frankreich festgehalten, wobei er perfekt Französisch lernte. Diese Sprachkenntnisse vermittelte er seinem Sohn. Letzterer absolvierte als junger Bursche die am Cavendish Square im Londoner Stadtteil West End gelegene Matheson’s Academy.  Noch vor seinem 17. Lebensjahr verlor er beide Eltern.
Aufgrund seiner hervorragenden Französischkenntnisse wurde Doran Anfang 1823 zum Lehrer von George Murray, des damals achtjährigen ältesten Sohns von James Murray, 1. Baron Glenlyon bestellt und reiste daraufhin mit seinem Schüler auf das europäische Festland. Bevor er England verließ, hatte er für die (1828 im Athenaeum aufgegangene)  Londoner Literary Chronicle zu schreiben begonnen, für die er während seines Auslandsaufenthalts viele Beiträge verfasste. Eine Sammlung seiner in dieser Zeitschrift veröffentlichten Pariser Skizzen und Briefe erschien 1828 unter dem Titel Sketches and Reminiscences. Als 17-Jähriger hatte er auch das Melodrama Justice, or the Venetian jewgeschrieben, das am 8. April 1824 am Surrey Theatre in London zur Aufführung kam.
Von 1828 bis 1837 unterrichtete Doran Lord Rivers sowie die Söhne von Lord Harewood und Lord Portman. Ab 1830 übersetzte er für das Bath Journal Werke französischer, deutscher, lateinischer und italienischer Lyriker, wobei Béranger und Catull zu seinen Lieblingsautoren gehörten. Am 3. Juli 1834 heiratete er in Reading Emma, die Tochter von Captain Gilbert, und ließ sich einige Zeit in Hay-a-Park Cottage in Knaresborough nieder. Er hatte einen Sohn, Alban Doran, und eine Tochter, Florence, die sich mit Andreas Holtz von Twyford Abbey bei Ealing verheiratete.
Das erste größere Werk von Doran, der sich als Schriftsteller durch Belesenheit und Anekdotenreichtum auszeichnet und stets unterhaltend wirkt, war seine History and antiquities of the borough and town of Reading in Berkshire (1835). Nachdem er seine letzte Lehrerstelle aufgegeben hatte, bereiste er etwa zwei oder drei Jahre lang den europäischen Kontinent und erhielt die Doktorwürde in Philosophie von der Philipps-Universität Marburg verliehen. Nach seiner Rückkehr nach England machte er die literarische Tätigkeit zu seinem Beruf und wohnte nun am St. Peter’s Square im Londoner Stadtteil Hammersmith. Von 1841 bis 1852 war er Redakteur  der Church and State Gazette und erhielt dafür einen Jahresgehalt von 100 Pfund, womit er völlig zufrieden schien.
1852 veröffentlichte Doran die Memoiren von Marie Thérèse Charlotte de Bourbon unter dem Titel Filia dolorosa. Die ersten 115 Seiten hatte bereits Mrs. Romer verfasst, doch nach deren daraufhin erfolgtem Tod stellte Doran das Werk fertig. Ebenfalls im Jahr 1852 publizierte er eine neue Auflage von Charles Anthons Ausgabe der Anabasis des Xenophon. 1853 erstellte er eine Lebensbeschreibung von Edward Young, die einer Neuauflage von dessen Gedicht Night Thoughts vorangestellt und im Folgejahr auch in den ersten Band von Youngs Complete Works aufgenommen wurde.
Bald danach wurde Doran ständiger Mitarbeiter des Athenaeum und eng mit dem Herausgeber dieser Literaturzeitschrift, William Hepworth Dixon, befreundet, den er während dessen Zeiten der Abwesenheit vertrat. Gleichzeitig verfasste er diverse populäre Bücher, so Table Traits and Something on Them (1854, 4. Aufl. 1868),  Habits and Men (1854), Lives of the Queens of England of the House of Hanover (2 Bde., 1855; 4. Aufl. 1875), Knights and their Days (1856), Monarchs retired from Business (2 Bde., 1857) und History of Court Fools (1858). Er gab 1858 auch die Bentley Ballads heraus, die noch mehrere Auflagen erlebten. 1859 erschien sein Werk New Pictures and Old Panels, und damals publizierte er ferner, erstmals nach Originalmanuskripten, in zwei Bänden The Last Journals of Horace Walpole. Biographische Werke waren wiederum Book of the Princes of Wales (1860) und Memoir of Queen Adelaide (3. Aufl. 1861).
Als Dorans kunstreichstes Werk kann Their Majesties’ Servants gelten, eine Geschichte der englischen Bühne von Betterton bis Kean (2 Bde., 1860; überarbeitete Ausgabe von Robert W. Love, 3 Bde., 1887; Ausg. in einem Bd. 1896). Als nächste Schrift verfasste er 1868 in zwei Bänden Saints and Sinners, or in the Church and about it. Im gleichen Jahr gab er Henry Theodore Tuckermans The Collector heraus, eine Reihe von Aufsätzen über Bücher, Zeitschriften, Bilder, Gasthäuser, Autoren, Ärzte, Ferien, Schauspieler und Prediger. Im August 1869 wurde er nach dem Tod von Sir Charles Wentworth Dilke, 1. Baronet etwa ein Jahr lang Nachfolger von Hepworth Dixon als Redakteur des Athenaeum. Gleich nach der Aufhebung der Belagerung von Paris publizierte er A Souvenir of the War of 1870-1. Nach dem Ausscheiden von William John Thoms übernahm er 1873 auch die Redaktion der vielgelesenen literarischen Wochenschrift Notes and Queries, die er bis 1878 führte. 
Über Elizabeth Montagu verfasste Doran das Werk A Lady of the Last Century illustrated in her unpublished letters (mit einer biographischen Skizze und einem Kapitel über Blaustrümpfe, 1873). Außerdem gab er ”Mann” and Manners at the Court of Florence 1740-86 (2 Bde., 1876), Sir Horace Manns Briefe an Horace Walpole, heraus. Schließlich schrieb er noch London in the Jacobite Times (2 Bde., 1877), Memoirs of our Great Towns, with Anecdotic Gleanings concerning their Worthies and their Oddities (1878; 2. Aufl. 1882) und  In and about Drury Lane (postum 1885), ein Anhang zu Their Majesties’ Servants. Er starb am 25. Januar 1878 im Alter von 70 Jahren in Londoner Stadtteil Notting Hill und wurde am folgenden 29. Januar in Kensal Green bestattet.